# 8222 Gellner
8222 Gellner eller 1996 OX är en asteroid i huvudbältet som upptäcktes den 22 juli 1996 av de båda tjeckiska astronomerna Miloš Tichý och Zdeněk Moravec vid Kleť-observatoriet. Den är uppkallad efter den tjeckiska poeten František Gellner.